# Sotades z Krety
Sotades z Krety (gr. Σωτάδης) – starożytny grecki biegacz, olimpijczyk. Dwukrotny zwycięzca w biegu na długi dystans (dolichos).
Z pochodzenia był Kreteńczykiem. W 384 p.n.e. odniósł zwycięstwo w biegu na długi dystans. Swój wyczyn powtórzył na następnych igrzyskach w 380 p.n.e., wcześniej przyjmując jednak pieniądze od mieszkańców Efezu i występując jako reprezentant ich miasta. Za karę został skazany przez Kreteńczyków na wygnanie.